# Мілан Кайкл
Мілан Кайкл (чеськ. Milan Kajkl; нар. 14 травня 1950, Пльзень, Чехословаччина — 18 січня 2014, там же) — чехословацький хокеїст, захисник.
Чемпіон світу 1976, 1977. Член зали слави чеського хокею (2010).

## Клубна кар'єра
В чемпіонаті Чехословаччини грав за «Шкоду» із Пльзені (1965—1969, 1971—1982) та «Дуклу» (1969—1971). Всього в лізі провів 445 матчів (48 голів). У складі «Дукли» з Їглави двічі вигравав національний чемпіонат (1970, 1971).
Сезон 1982/83 грав за австрійський «Клагенфурт АК». Наступного року завершив виступи у складі швейцарського «Цуга».

## Виступи у збірній
У складі національної збірної на Олімпійських іграх 1976 в Інсбруку здобув срібну нагороду.
Брав участь у чотирьох чемпіонатах світу та Європи (1975—1978). Чемпіон світу 1976, 1977; другий призер 1975, 1978. На чемпіонатах Європи — дві золоті (1976, 1977) та дві срібні нагороди (1975, 1978). На чемпіонатах світу та Олімпійських іграх провів 34 матчів (одна закинута шайба), а всього у складі збірної Чехословаччини — 106 матчів (2 голи). Фіналіст Кубка Канади 1976 (7 матчів). У збірній здебільшого грав у парі з Їржі Бублою.

## Нагороди та досягнення
| Нагороди                 | Команда          | Кіл. | Роки       |
| ------------------------ | ---------------- | ---- | ---------- |
| Олімпійські ігри         |                  |      |            |
| Срібло                   | Чехословаччина   | 1    | 1976       |
| Чемпіонат світу          |                  |      |            |
| Золото                   | Чехословаччина   | 2    | 1976, 1977 |
| Срібло                   | Чехословаччина   | 2    | 1975, 1978 |
| Кубок Канади             |                  |      |            |
| Срібло                   | Чехословаччина   | 1    | 1976       |
| Чемпіонат Європи         |                  |      |            |
| Золото                   | Чехословаччина   | 2    | 1976, 1977 |
| Срібло                   | Чехословаччина   | 2    | 1975, 1978 |
| Чемпіонат Чехословаччини |                  |      |            |
| Золото                   | «Дукла» (Їглава) | 2    | 1970, 1971 |